# Cuisine du Pendjab
La cuisine pendjabie est un style culinaire originaire du Pendjab, région du nord du sous-continent indien, aujourd'hui divisée en une partie indienne et une partie pakistanaise. Cette cuisine compte plusieurs techniques locales dont l'une, tandoorie, est célèbre hors de l'Inde (notamment, en plus d'autres régions de l'Inde, au Royaume-Uni, au Canada et à Hong Kong).
La cuisine locale du Pendjab est influencée par l'agriculture répandue à l'époque de l'ancienne civilisation de la vallée de l'Indus. Les aliments de base cultivés localement constituent la majeure partie de la cuisine locale. Elle comprend de nombreux plats végétariens, et beaucoup d'autres qui contiennent de la viande. Parmi les plats principaux, on compte le sarhon dā saâg (ragoût dont l'ingrédient principal est la moutarde) et le makki di roti (pains plats à base de semoule de maïs).
Le karrhi est une sauce jaune épicée contenant du jus de citron, du poivron rouge et du curcuma. Accompagnant des gâteaux à la farine de pois chiches (besan), il est servi avec du riz ou du naan.
Le riz basmati est la variété indigène du Pendjab. Il sert de base à différents plats de légumes et de viande,,.

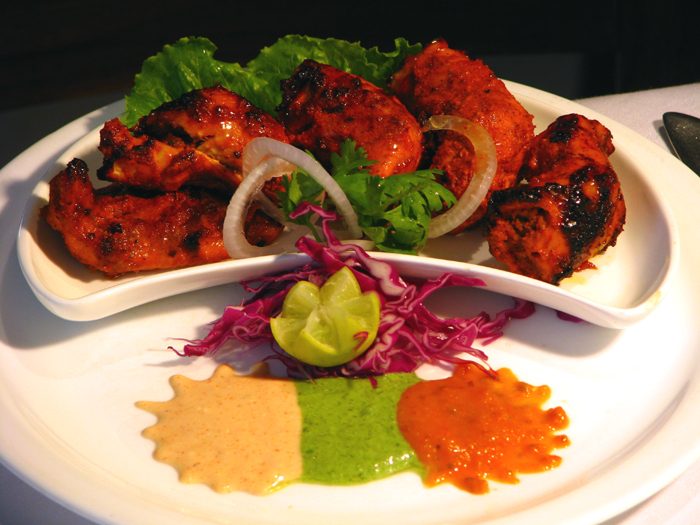
Le poulet tikka est un plat populaire de la cuisine pendjabie.

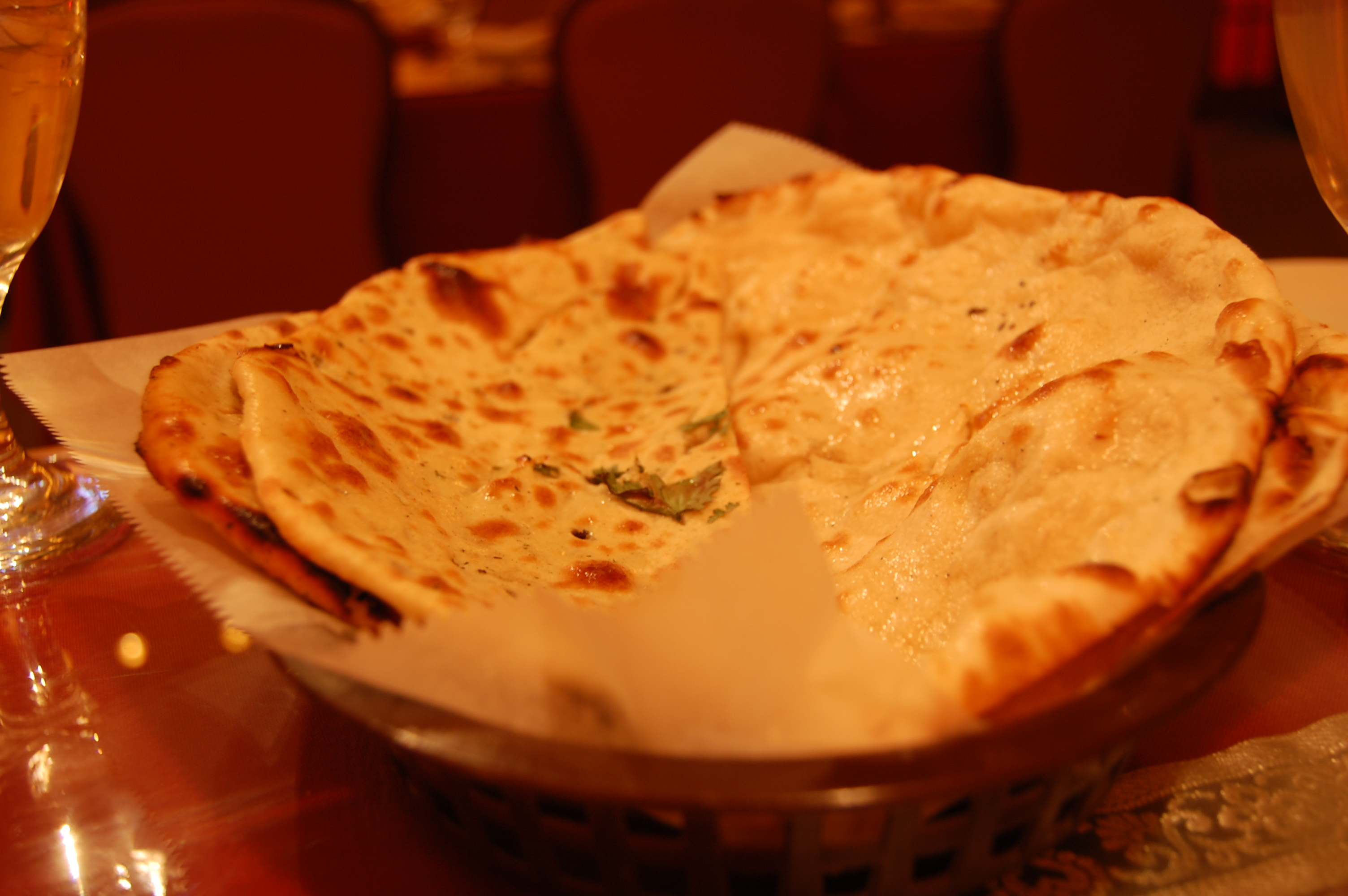
Paratha à la menthe du Pendjab indien.

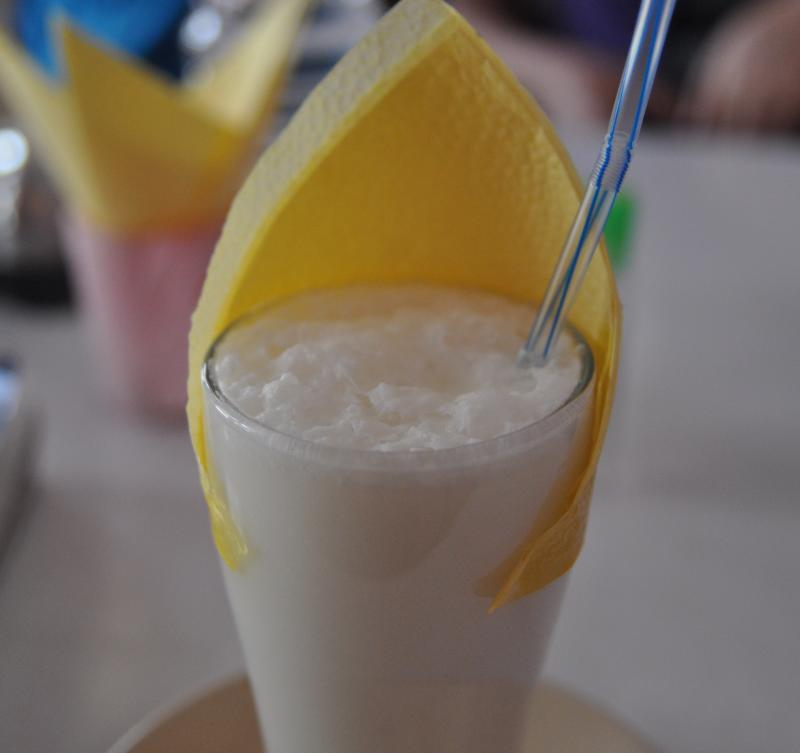
Lassi du Pendjab.

## Style culinaire
Il existe de nombreux styles culinaires au Pendjab. Dans les villages, de nombreuses personnes utilisent encore des instruments traditionnels comme les fours à bois. La cuisson sur cuisinière à gaz est une méthode plus moderne. Le style de cuisine tandoori implique l'utilisation du tandoor. En Inde, la cuisine tandoorie est traditionnellement associée au Pendjab et les Pendjabis adoptent le tandoor à l'échelle régionale. Ce style de cuisine devient populaire dans toute l'Inde après la partition de 1947, lorsque les Pendjabis s'installent à Delhi. Selon Planalp (1971), « le four souterrain de style panjab connu sous le nom de tandur devient de plus en plus populaire à New Delhi », ce qui rappelle le style pendjabi du tandoor,. Dans le Pendjab rural, il est courant d'avoir des tandoors communaux, qui sont également appelés kath tadoors en pendjabi.

## Aliments de base

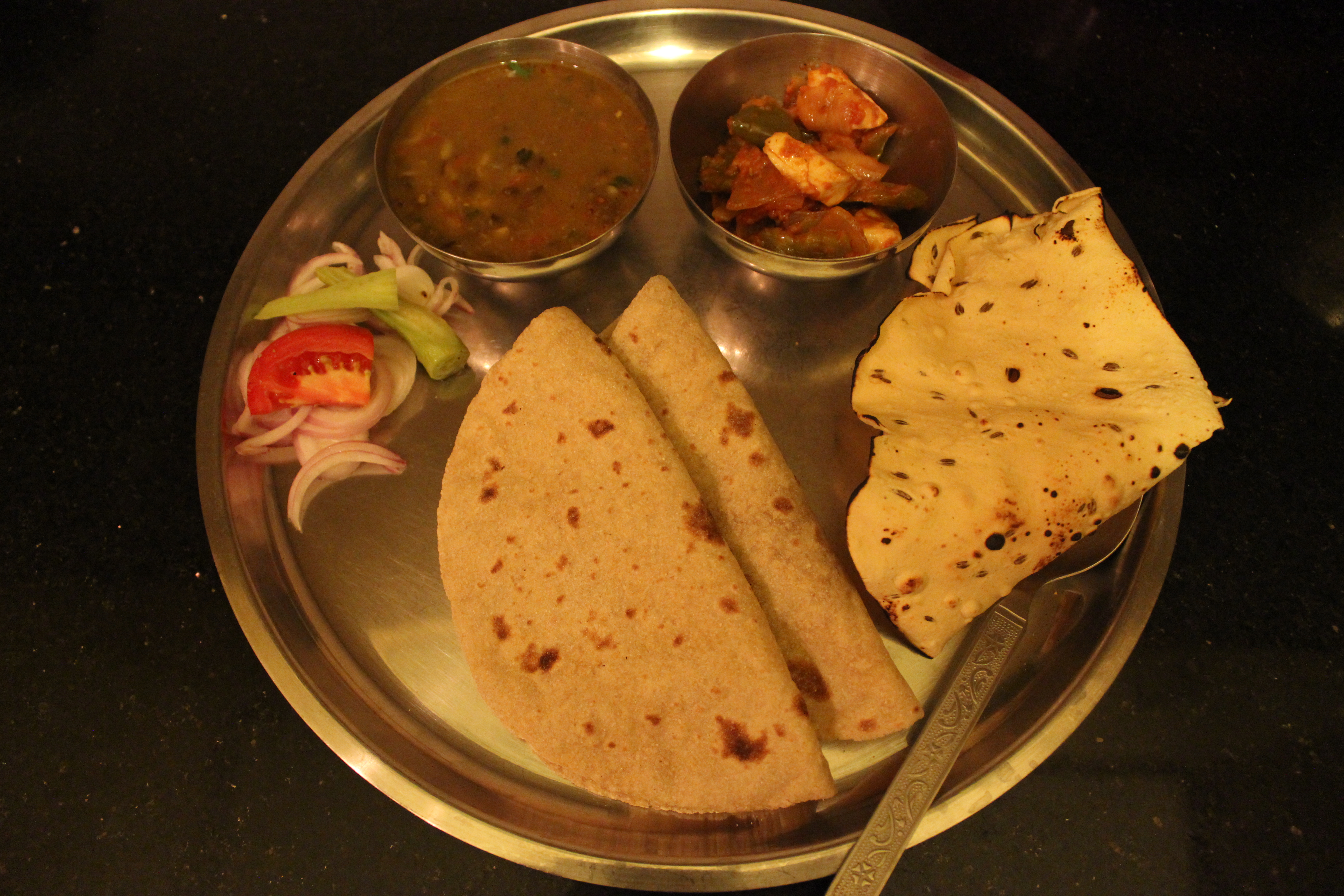
Thali alimentaire pendjabi.

Le Pendjab est un important producteur de produits laitiers, de blé et de riz qui constituent l'alimentation de base du peuple pendjabi. L'État du Pendjab enregistre l'une des plus fortes consommations de produits laitiers par habitant en Inde.

### Produits laitiers
Les produits laitiers représentent des aliments de base dans la cuisine pendjabie. Les laits de vache et de bufflonne sont populaires. Le lait consommé comme boisson, ajouté au thé ou au café, utilisé pour le dahi (yaourt), pour le beurre et pour la fabrication de fromage cottage traditionnel pendjabi appelé paneer. Traditionnellement, le yaourt est préparé tous les jours en utilisant le yaourt de la veille comme culture bactérienne de départ pour faire fermenter le lait. Le dahi est utilisé comme vinaigrette pour de nombreux plats de raïta, pour préparer le kadhi, pour préparer le babeurre de culture (chaas) et comme plat d'accompagnement dans un repas. Le babeurre est utilisé dans la fabrication de divers types de lassis,,. Il peut également être utilisé dans les préparations de curry. Le lait est également l'ingrédient préalable au beurre et au ghee (beurre clarifié).

## Additifs alimentaires et condiments
Des additifs alimentaires et des condiments sont généralement ajoutés pour rehausser la saveur des aliments. Le colorant alimentaire est utilisé comme additif dans les plats sucrés et les desserts. L'amidon est utilisé comme agent gonflant.

## Plats communs

### Petit déjeuner

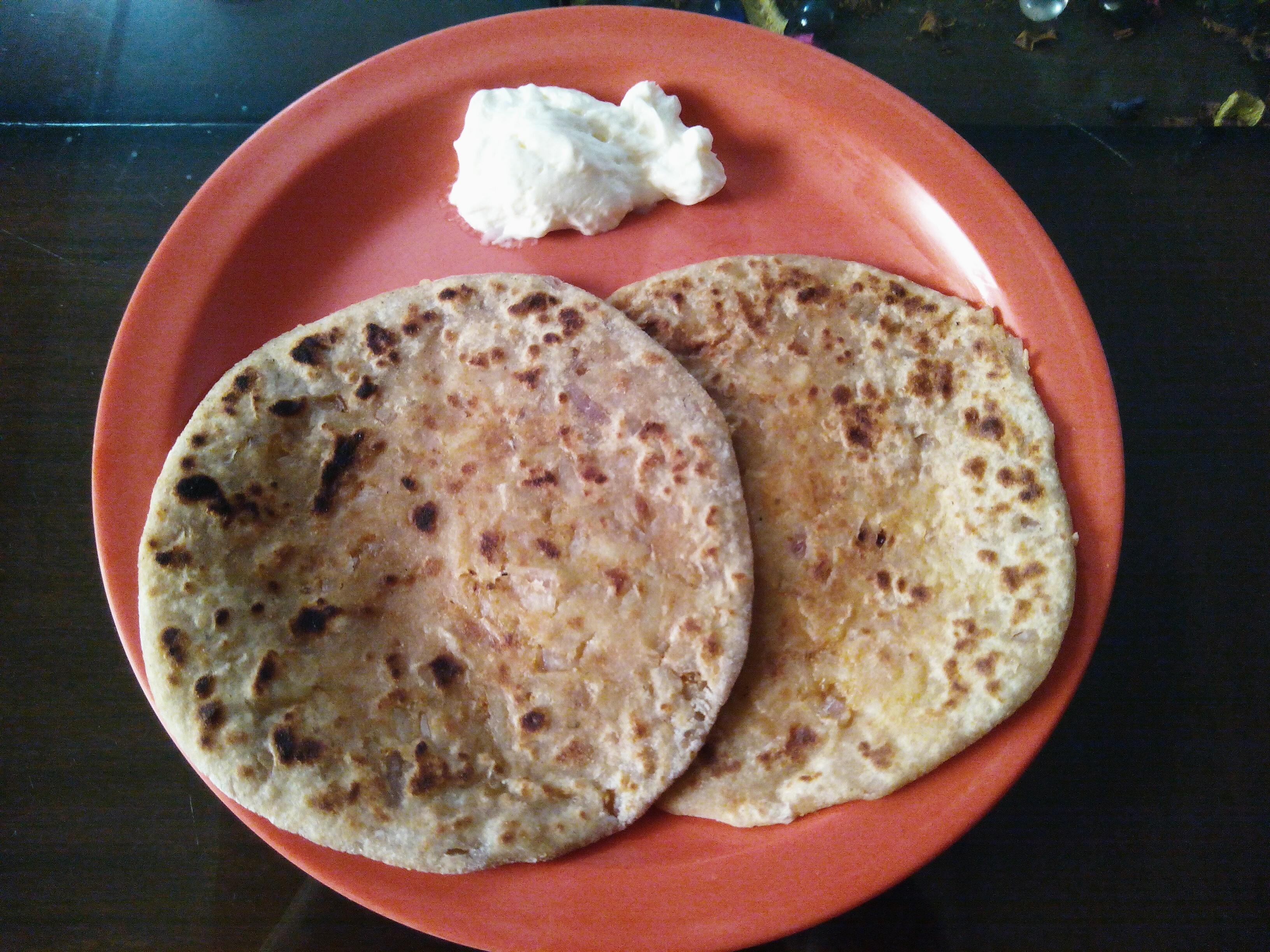
Aloo paratha au beurre.

Les recettes de petit déjeuner varient selon les régions du Pendjab. Les plus courants sont chana masala, chole kulche, aloo paratha, panner paratha, gobi paratha, paratha avec caillé, le halwa pauvrei, le bhatoora, le falooda, le makhni doodh, amritsari lassi, le masala chai, le thé, amritsari kulchas, le dahi vada, le dahi, le khoa, le paya, aloo paratha avec du beurre, panjeeri avec du lait.
Dans le haut Pendjab au Pakistan, le lahori katlama se consomme au petit déjeuner.

### Viande
La cuisine pendjabie est traditionnellement végétarienne.
Volaille, agneau et viande de chèvre sont les sources de viande les plus consommées dans les différentes régions du Pendjab.
De nombreux plats de viande sont disponibles, dont :
- biryani : agneau et poulet ;

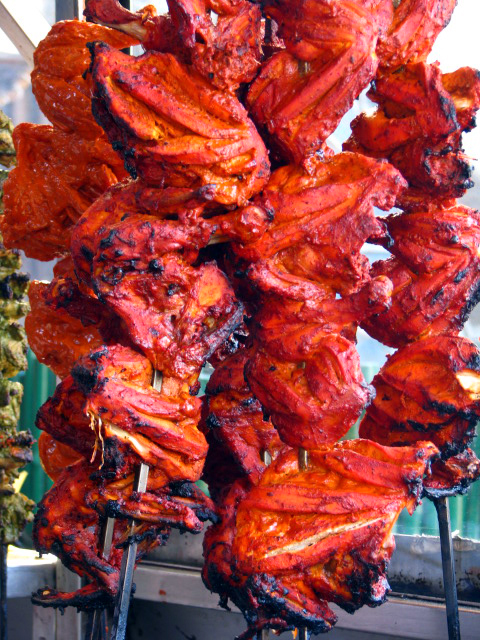
Poulet tandoori.

- kebab : viande de poulet ou d'agneau braisée, généralement servie avec du pain naan et du pain plat ;
- keema : viande d'agneau hachée braisée, souvent servie avec du naan ;
- agneau : y compris rogan josh, bhuna gosht[21], kadhai gosht, raan gosht, dal gosht, saag gosht, nihari, rara gosht, paye da shorba ;
- kebab shami, poulet karahi, poulet amritsari tandoori, punjabi karhi (le poulet au yaourt au curry du Pendjab)[22], poulet au beurre (murgh makhni), poulet tikka, paye ;
- kunna gosht, kunna (mitti ki bartan, ustensile d'argile) ;
- le haleem est fait de viande (bœuf ou poulet) cuite lentement avec un mélange de légumineuses ramollies par la cuisson pendant la nuit. C'est un aliment riche en protéines qui contient des épices et des aromates comme la muscade, servi avec un quartier de citron et des oignons sautés.

### Poisson
Le Pendjab étant une région enclavée, les poissons d'eau douce, et non les poissons marins, constituent une partie importante de la cuisine. La carpe, le rohu et le poisson-chat sont les poissons les plus couramment préparés. On compte aussi le thela machi et le tilapia. Récemment, la crevette a été introduite. Le poisson tikka est une spécialité d'Amritsari.

### Cuisine végétarienne

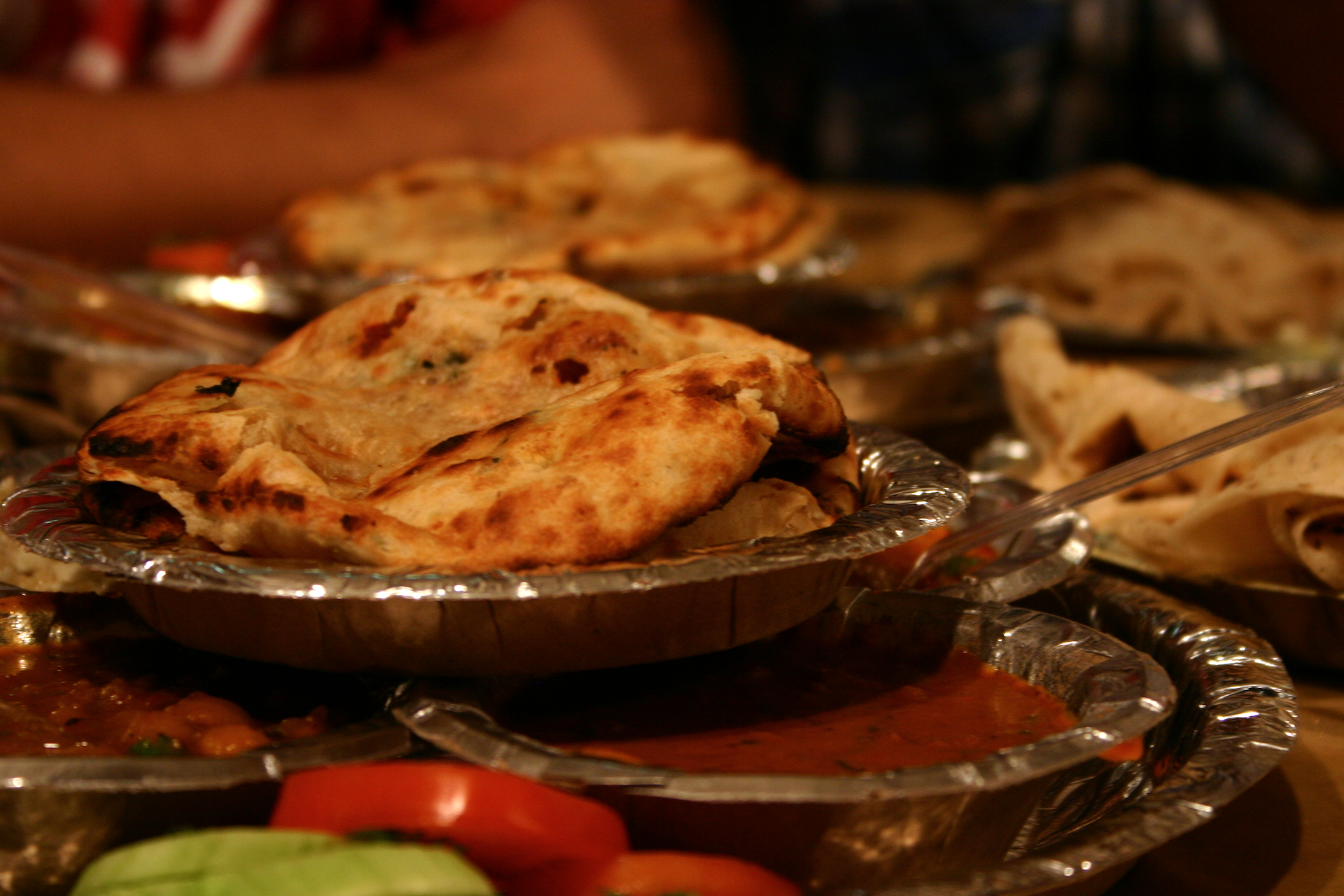
Kulcha amritsari.

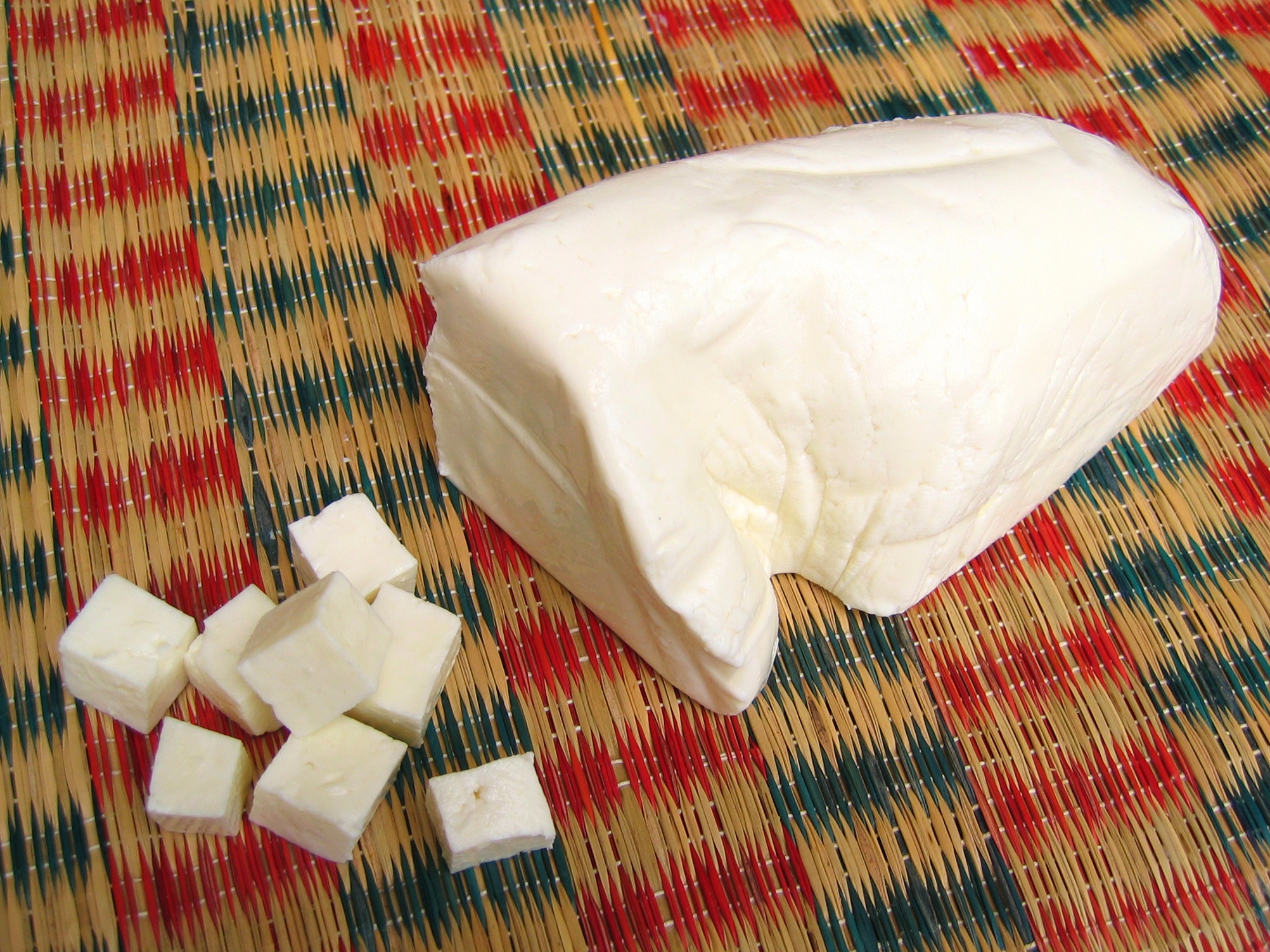
Paneer, l'une des variantes de fromage sud-asiatique couramment utilisées dans la cuisine au Pendjab.

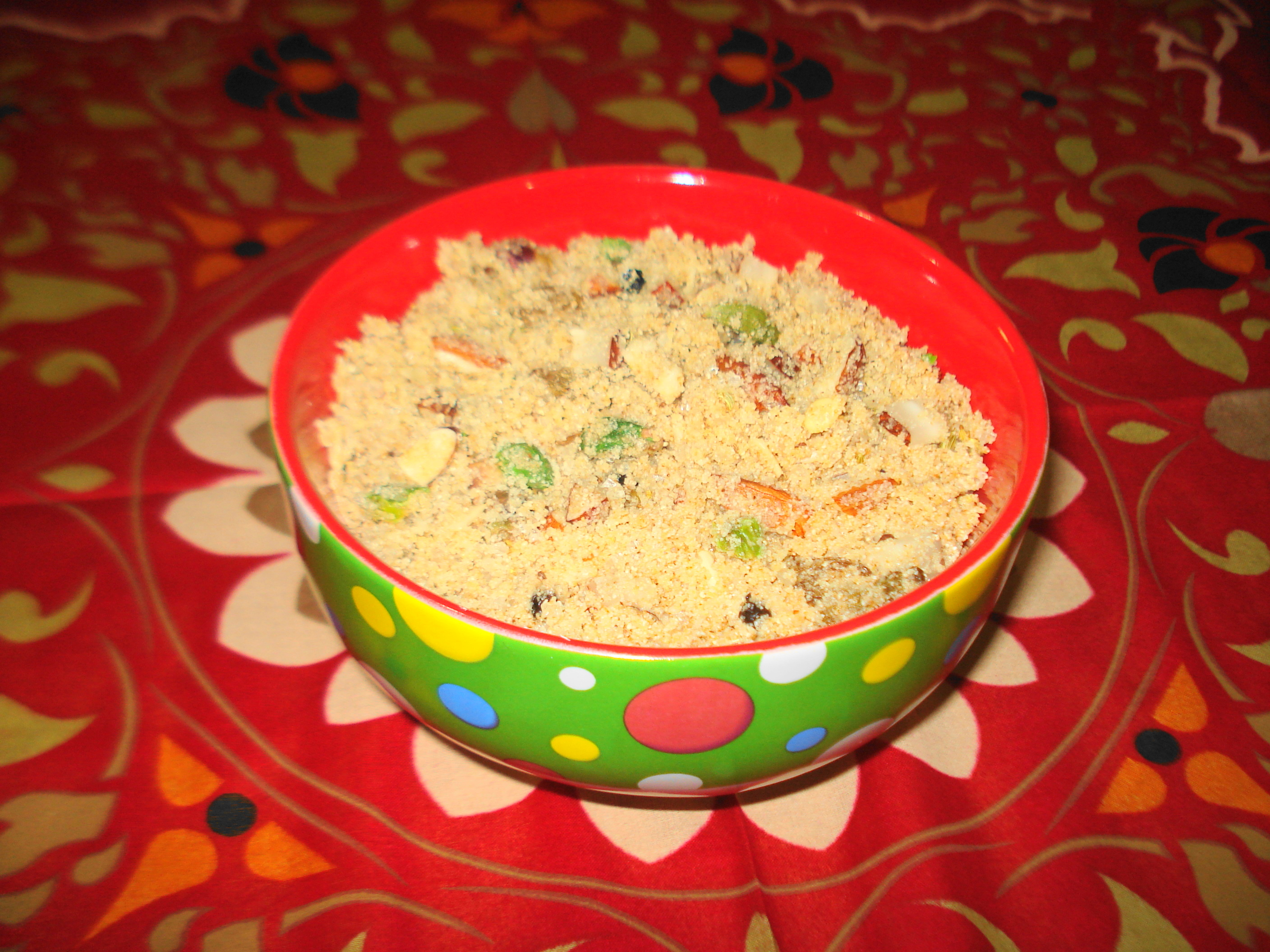
Du panjeeri.

- Le khichdi, plat de céréales et de lentilles[25] : au Pendjab, il est fait de farine de millet, de haricots mungo et de lentilles papillon (Vigna aconitifolia). Cependant, le khichdi à base de riz et de lentilles rouges ou de haricots mungo est également consommé.
- Paneer (fromage cottage). Il comprend des recettes comme shahi, khoya, kofta (morceaux de paneer battus et frits, puis mijotés dans une sauce épicée), amritsari, matar (paneer aux pois verts), paratha (pain plat de blé farci de paneer), palak.
- Le panjiri : dessert traditionnel pendjabi[26] composé d'amandes, de noix, de pistaches, de dattes sèches, de noix de cajou avec de la farine de blé entier, du sucre, de gomme comestible, de graines de pavot et des graines de fenouil. Il est aussi connu sous le nom de dabra.
- Légumineuses : une variété de légumineuses est utilisée, dont les pois chiches, les pois cajan, les lentilles rouges, le haricot mungo, les haricots rouges (à l'origine importés des Amériques) et le haricot urd à grain noir. Les légumineuses peuvent être utilisées seules ou en mélange[27],[28],[29],[30].

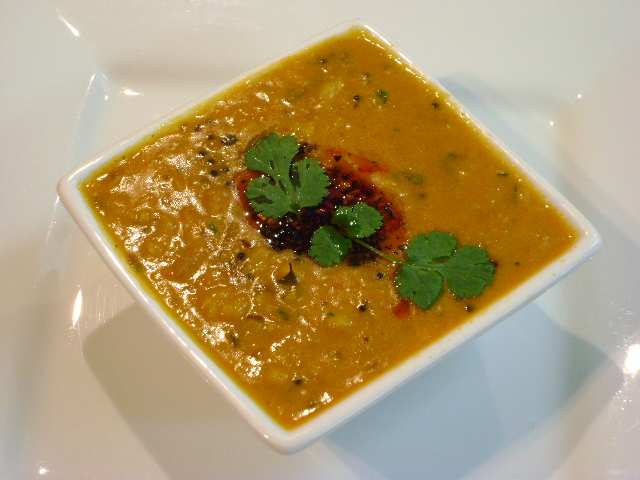
Tarka daal ambarsari.

- Saag : variété de légumes-feuilles (dont des épinards et des feuilles de moutarde), souvent cuits en ragoût, assaisonnés de gingembre, d'ail, de piments et d'autres épices, et souvent accompagnés de paneer ou de crème. Du bathua est aussi ajouté pour assaisonner. Il est servi avec du beurre et du makki ki roti. Le saag est l'un des plats les plus populaires du Pendjab.
- Aubergine : le baingan bharta est similaire au baba ganousch dans la façon dont l'aubergine est préparée en étant rôtie et pelée, mais avec l'incorporation de beaucoup de tomates cuites, d'oignon bruni et d'une variété d'épices au lieu du tahini[31].
- Le punj ratani dal[21] : sauce épaisse qui utilise cinq légumineuses avec des tomates, des oignons dorés et des épices.
- Le punjabi kadhi pakora (curry traditionnel avec du riz). Le kadhi est un type de curry fait avec du yaourt ou du babeurre, qui est épaissi avec de la farine de pois chiche et assaisonné de gingembre, curcuma, piments et tadka. Des morceaux frits de pâte à la farine de pois chiches épicés (pakoras) sont également ajoutés.
- Punjabi lassi paneer : au Pendjab, il est traditionnel de préparer le lassi puis d'extraire le paneer qui est ensuite consommé avec de l'eau, du sel et du piment. Le lassi paneer peut également être ajouté aux pommes de terre et aux épices pour préparer un curry.

### Collations
- Grains grillés : au Pendjab, les grains de maïs et de blé grillés sur le bhati pendjabi sont un mets traditionnel[25].
- Les samosas.

### Raïtaet chutney
Avec tous les types de plats principaux, du chutney et de la raïta sont également servis.

## Friandises et desserts

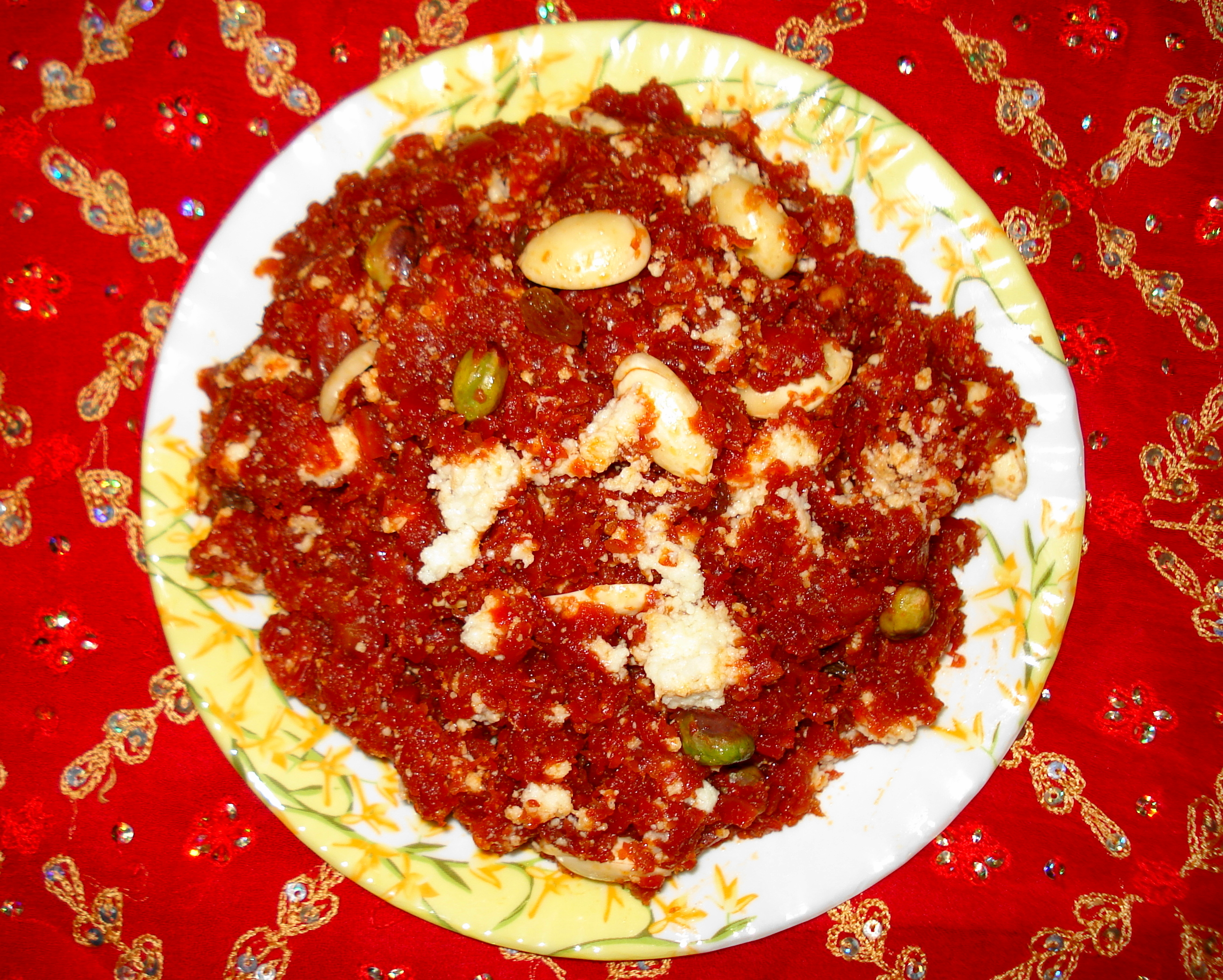
Gajar ka halwa, dessert à base de carotte.

La cuisine pendjabie comprend divers types de desserts et de mithyai dont :
- amritsari[21] ;
- kheer, dessert à base de lait, de riz et de fruits secs ;
- khoya[32] ;
- kulfi, un dessert aux ressemblant à une glace ;
- malpua ;
- rabri[33] ;
- dessert à base de semoule[34] : halva ;
- sheer korma.

## Pain
Les Punjabis consomment quotidiennement différents pains. Les pains levés sont connus sous le nom de khamiri roti. Parfois, des graines de tournesol et de lin sont ajoutées à certains pains. Les pains peuvent être faits de différents types de farine et sont fabriqués de plusieurs manières :
- cuit dans un tandoor comme le naan[21] le tandoori roti, kulcha ou le lachha paratha ;
- cuit à sec (plaque de cuisson indienne), jowar ki roti, baajre ki roti et makki ki roti (parfois enduits de beurre clarifié) ;
- peu frit comme le paratha[35] ;
- frit comme le puri, le kachori[36] et le bhatoora (pâte fermenté) ;
- pain levant au sel : il ne se trouve que dans la région de Salt Range au Pendjab, au Pakistan. La disponibilité du sel est la cause de son utilisation pour remplacer la levure ;
- le papadum.

## Herbes et épices

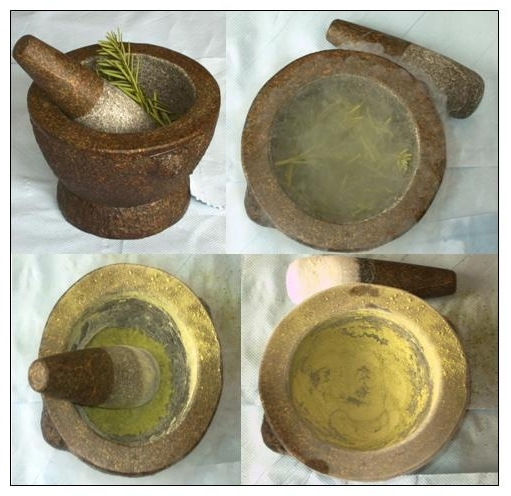
Mortier et pilon (ancienne méthode pour mélanger les épices).

Les épices, utilisées dans la cuisine pendjabie, sont broyées dans un mortier et un pilon ou par un robot de cuisine.

## Boissons
La cuisine du Pendjab compte de nombreuses boissons. Certaines sont à base de produits laitiers comme le lassi et le babeurre. Les produits à base de lait de buffle d'eau sont répandus dans le Pendjab, comme le lassi à la mangue,, lait à la mangue, et le chaas,. D'autres sont des jus dérivés de légumes et de fruits, comme les jus de pastèque, jus de carotte et le jus de tamarin (imli ka paani). Les boissons shikanjvi et neembu paani sont consommées pendant l'été. Le jal-jeera se consomme également.
Le sattu est une boisson traditionnelle de l'Inde du Nord, aussi consommée au Pendjab. Le sattu est fabriqué en rôtissant des grains d'orge, puis en les broyant en poudre et en les mélangeant avec du sel, du curcuma et de l'eau.
Parmi les boissons régionales pendjabies se trouvent le soda doodh (soda au lait) et le bantay (boisson gazeuse locale) au Pakistan.

## Aliments fermentés

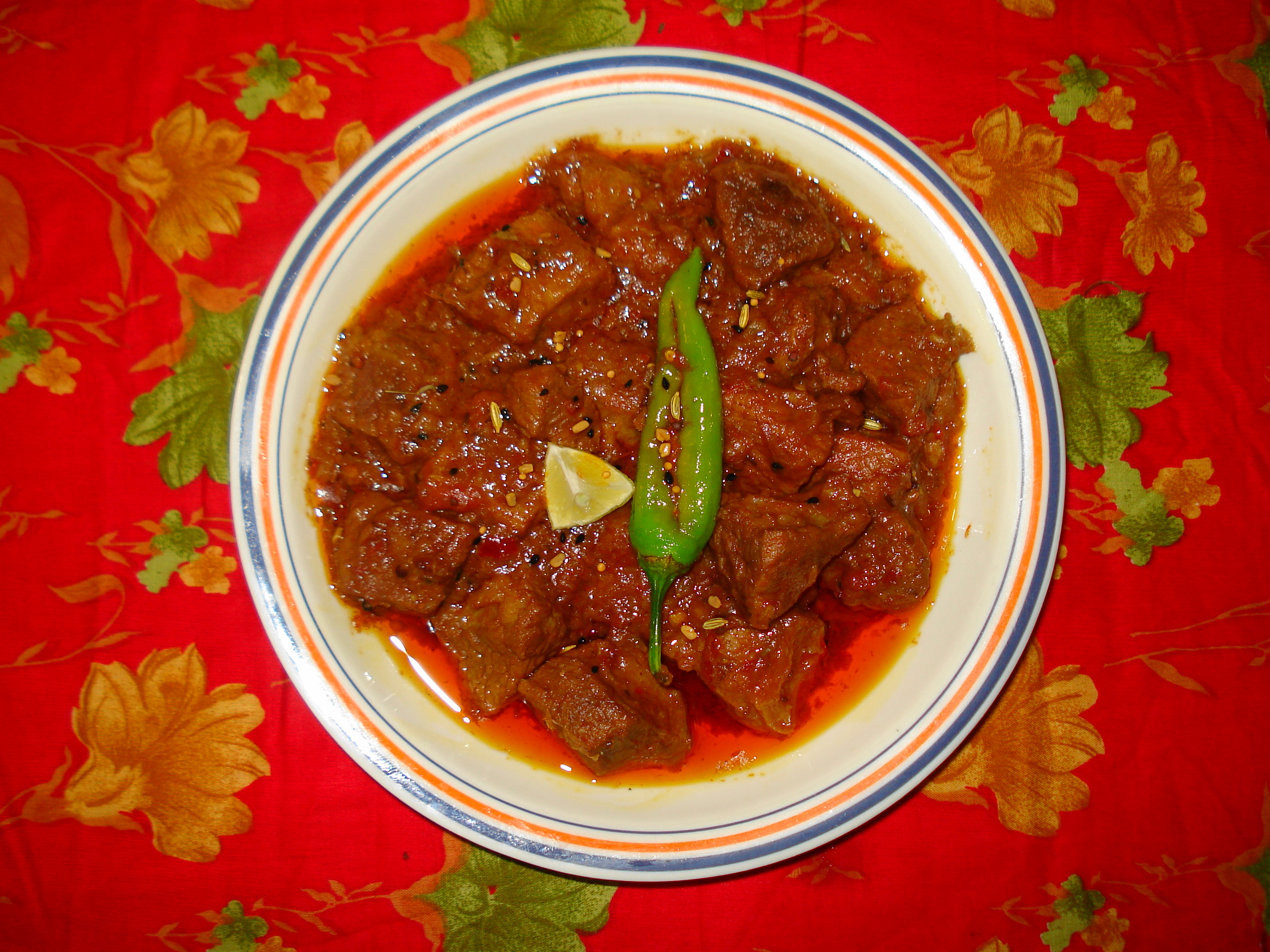
Achar gosht, célèbre plat à base de poulet et de cornichons.

Les aliments fermentés sont communs dans la cuisine pendjabie. Des aliments fermentés sont ajoutés à la préparation de certains plats. Les pickles à la mangue sont consommés dans de nombreux villages du Pendjab,.

## Techniques de cuisson

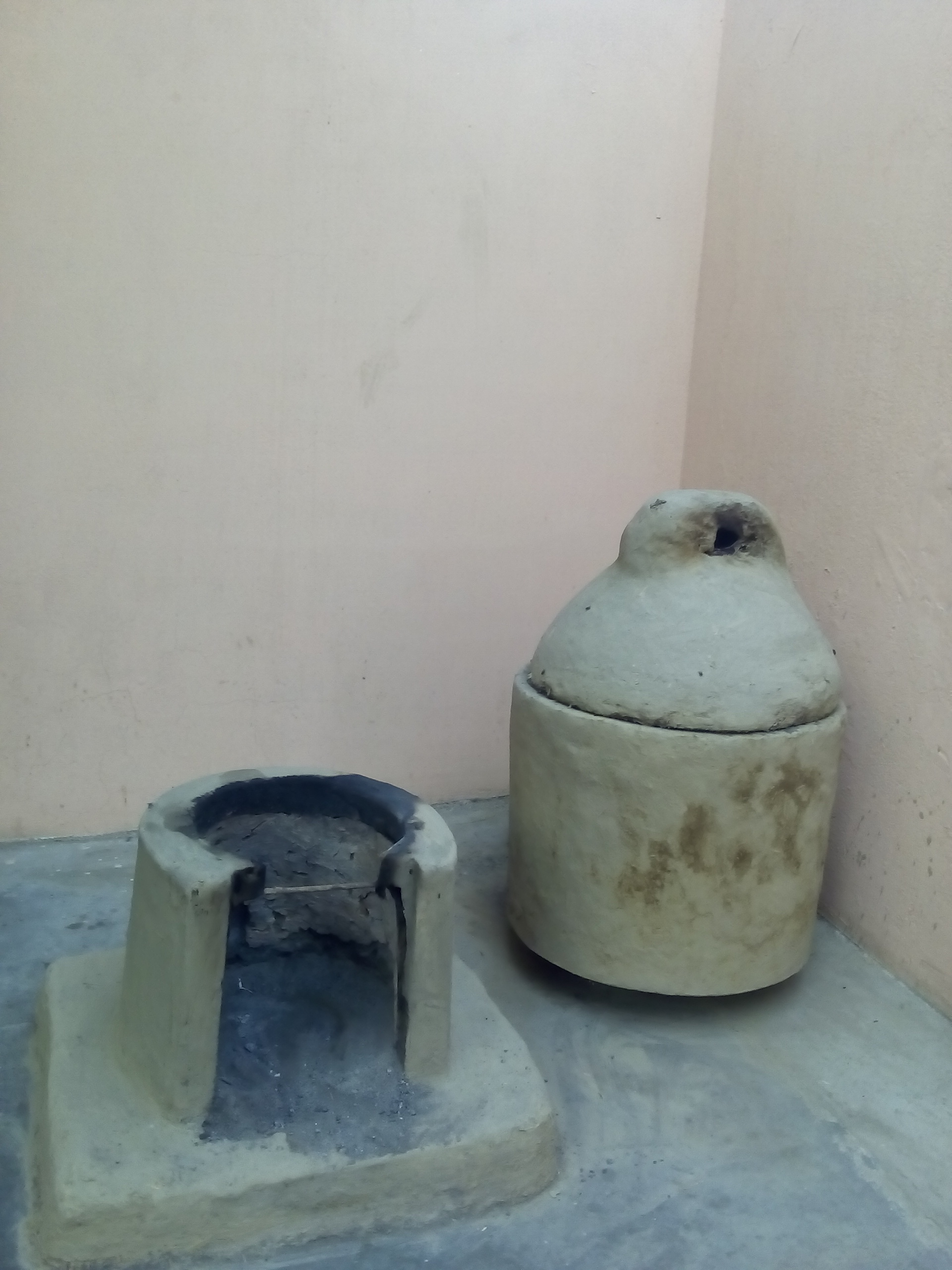
Une cuisinière traditionnelle pendjabie (chulla) et un four (bharolli).

Parmi les cuisinières et fours traditionnels utilisés pour cuire la nourriture pendjabie, on compte :

### Chullah
Le nom traditionnel du poêle dans la langue pendjabie est chulla. Les maisons traditionnelles ont également des fours (wadda chulla ou band chulla) fabriqués à partir de briques, de pierres et, souvent, d'argile. Les communautés plus anciennes du Pendjab utilisent également des fours en terre (khadda chulla).[réf. nécessaire]

### Bhathi
Le bhati est un four utilisé dans la cuisine en plein air et dans les grillades, pour griller du blé ou du maïs. Kalsi (1992) le décrit comme « un four spécial avec une casserole ouverte dans laquelle le sable est chauffé pour faire griller le maïs ».

### Hara
Un hara est un four d'un mètre quatre-vingt, doté d'un toit, traditionnellement utilisé pour faire chauffer le lait lentement ou pour cuire les légumineuses comme les pois chiches.

### Tandoor
Selon Ahmed (2014), les structures des fours harappan pourraient avoir fonctionné de la même manière que les tandoors modernes du Pendjab. Le tandoor est traditionnellement fait d'argile, bâti en forme de cloche, enfoncé dans la terre. La cuisson se réalise avec du bois ou du charbon de bois atteignant des températures élevées. Selon Hayter (1992), les versions originales du tandoor « dans le Pendjab, province du nord-ouest de l'Inde, étaient profondément enfoncées dans le sol ». Il déclare en outre que les versions modernes peuvent également reposer au-dessus du sol.

### Méthodes modernes
Les autocuiseurs et les plaques chauffantes en fer sont des méthodes modernes de cuisson.

## Mise en conserve, mise en bouteille et fumage
La mise en conserve et la mise en bouteille à des fins de conservation est une pratique répandue dans les maisons, ce qui augmente la durée de vie des produits alimentaires pendant plusieurs mois. Des fumoirs sont utilisés pour les produits carnés, ce qui augmente la durée de conservation de la viande et lui ajoute aussi du goût. La viande fumée se nomme bhaapi gosht.

## Le savoir-vivre lors des repas dans le Pendjab
Chaque foyer pendjabi suit une étiquette régionale. Le mot étiquette se traduit de différentes manières selon la région du Pendjab. Certaines règles varient selon la région, d'autres sont connues dans tout le Pendjab. Ainsi, les repas sont pris en commun dans toute la région.
Offrir des denrées alimentaires (sucreries et fruits frais), notamment au printemps, est une pratique répandue. Elle s'étend aux voisins lors d'occasions spéciales et en signe d'hospitalité. La mangue est considérée comme un mets délicat et produite au Pendjab et les fêtes autour de ce fruit sont pratiquées. La pastèque et le radis dans les stands de nourriture sont partagés entre amis et parents.

### Principales caractéristiques de l'étiquette

#### Invitation à un repas
L'invitation à un repas ou à un thé est généralement distribuée quelques jours à l'avance : la refuser sans raison majeure est considéré comme une violation de l'étiquette.

#### Manières lors du repas
La personne invitée, surtout si elle est âgée, reçoit un respect et une attention spéciaux. C'est à l'invité de commencer à manger : dans le cas contraire, la personne qui invite est considérée comme impolie. La mise en table se fait avant l'arrivée des invités. Les membres de la famille ou les occupants d'une maison s'assurent de manger ensemble pendant le dîner. Si une autre personne est présente à proximité, un repas lui sera proposé par politesse. Il est mal vu de commencer à manger sans demander aux autres de participer à un repas. Il est d'usage d'offrir de la nourriture à toute personne à proximité avant de manger. Mâcher de la nourriture avec la bouche ouverte et roter devant les autres est considéré comme impoli. Dans les villages du Pendjab, une assiette commune supplémentaire est souvent placée sur la table afin d'y mettre les os nettoyés de la viande. Jeter des restes au sol ne respecte pas l'étiquette.

#### Étiquette des couverts
L'étiquette des couverts est un mélange de l'étiquette sud-asiatique et européenne. Le pain se mange avec les mains. Le riz et les desserts se mangent avec des cuillères. Les nouilles sont mangées à la fourchette.

## Restaurants pendjabis

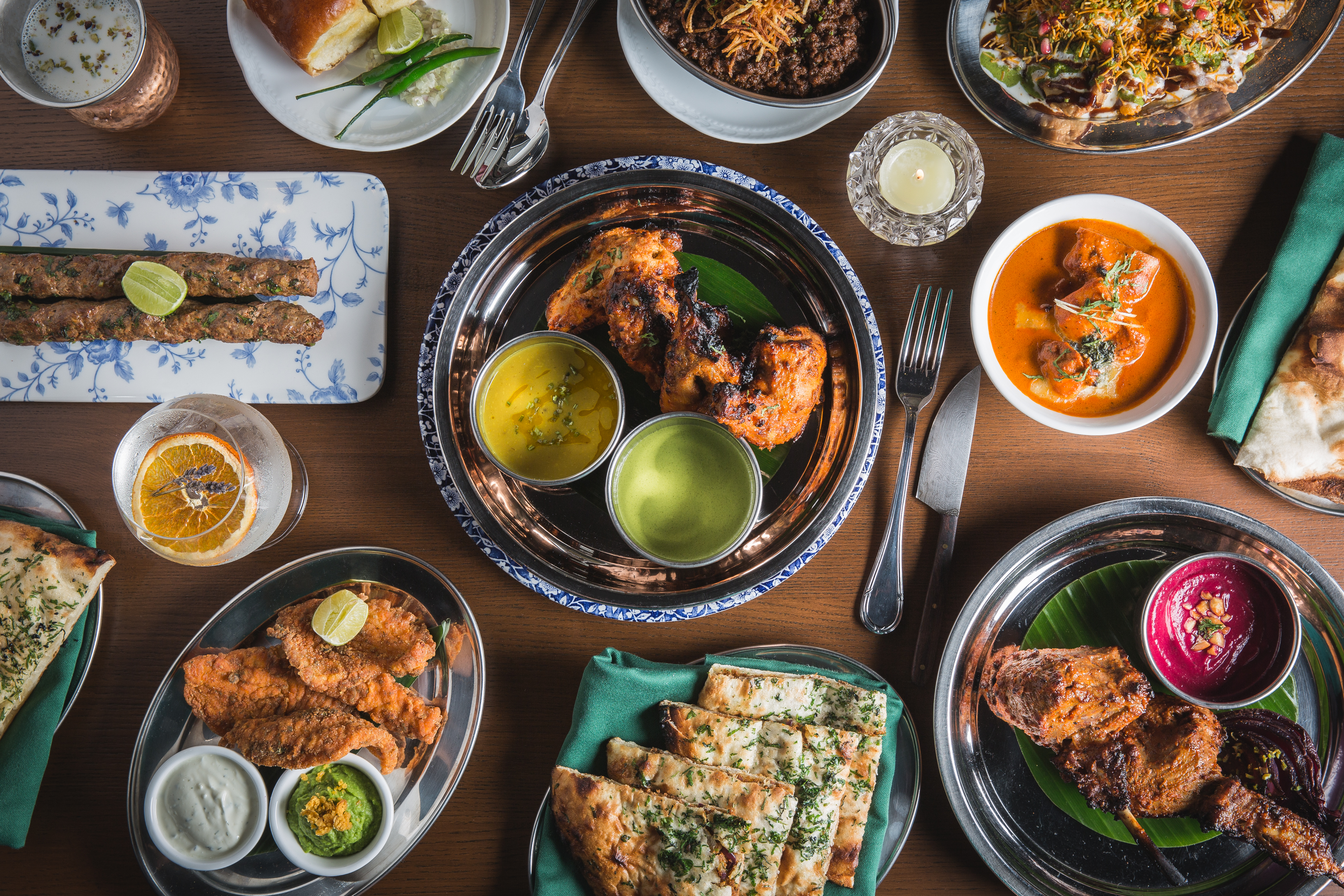
Sélection de plats au New Punjab Club.

La cuisine pendjabie se répand dans le monde entier. Le Punjab, restaurant à Londres, est géré par une famille depuis 1946 : c'est le plus ancien restaurant du Royaume-Uni à servir des spécialités d'Inde du Nord. Le New Punjab Club, situé à Hong Kong, devient le premier restaurant pendjabi au monde à gagner une étoile Michelin en 2019.